# 谷原秀人
谷原 秀人（たにはら ひでと、1978年11月16日 - ）は、広島県尾道市出身のプロゴルファー。これまでに日本ゴルフツアーで通算18勝（うちメジャー3勝、2023年6月25日現在）。178 cm、77 kg。妻は元ココナッツ娘。のメンバーで、女優の長手絢香。国際スポーツ振興協会所属。マネジメントはエイベックス・スポーツ。

## 人物
12歳からゴルフを始める。渡米前の今田竜二と同じゴルフ練習場で打ち込んだ。田中秀道、山本圭一らは、瀬戸内高等学校ゴルフ部の先輩にあたる。その後東北福祉大学に進学し、1年生からレギュラーとなり中国アマゴルフ三連覇。また1998年バンコクアジア大会では団体金メダル獲得に貢献した。大学卒業後、2001年にプロ入りする。3年目の2003年6月、マンダムルシードよみうりオープンで日本ゴルフツアー初優勝。同年、全英オープン（予選落ち）、アメリカPGAツアーの「クオリファイイング・トーナメント」（シード権獲得への資格試験）も初体験した。この年の暮れ、2004年度の開幕戦となったアジア・ジャパン沖縄オープンで2勝目を挙げた。その後青木功のキャディーなども経験、青木からは「ヒデ」と呼ばれ「俺の若い頃そっくり、1つ2つ落としても"関係ねえ"って顔してる」とコメントされている。
2004年末に2度目の挑戦でPGAツアーの「クオリファイイング・トーナメント」に合格し、2005年にPGAツアーのシード権を獲得したが、腱鞘炎に悩まされ、出場20大会中14大会で予選落ちに終わったため、シーズン終了を待たずに9月の途中で日本へ帰国した。全英の裏開催になるBCオープン31位が最高位で、1年で稼いだ賞金は6万ドル（約700万円）だった。それまで練習嫌いで有名だったが、猛練習に打ち込み2006年6月、JCBクラシック仙台で日本ツアー3勝目、20代では最多勝利となった。優勝インタビューで「ぼくの時代が来ました」と豪語。
2006年の全英オープンでは、3日目に66の好スコアを出し、首位のタイガー・ウッズに3打差の7位タイに浮上した。最終日には2番のバーディーで一時3位に浮上し、ウッズ、セルヒオ・ガルシア、アーニー・エルスら世界の名手が並ぶ上位に“TANIHARA”の文字を掲げ、海外メディアから「TANIHARAって誰だ?」と問い合わせが殺到した。6番で痛恨のダブルボギーをたたき9位に後退したものの、その後は挽回し最終的に5位タイと健闘した。二桁のアンダーパーは日本人メジャー史上初。獲得賞金17万ポンド（約3400万円）は日本の賞金ランクにも加算される。全英オープンからの帰国後、サン・クロレラクラシックでも優勝し、年間2勝目を挙げる。全米プロゴルフ選手権にも出場した（4オーバーパー＝292ストローク、55位タイ）。
2007年、前半戦こそスイングの改造が思うように功を奏せず、予選落ちや失格などで結果が残せないでいたが、6月開催の～全英への道～　ミズノオープンよみうりクラシック付近から徐々に効果が現れ始め、8月末フジサンケイクラシックで優勝、続くサントリーオープンでも優勝し、2週連続優勝という自身初の快挙を成し遂げる。ただしこの2試合は共に台風による54ホール短縮競技となっており、「2週連続短縮競技優勝」という珍妙な記録も同時に達成。谷口徹・片山晋呉には及ばなかったものの賞金ランキング4位でシーズン終了。
2008年、2月に用具契約をブリヂストンスポーツからプロギア（横浜ゴム）に変更。7月15日、元ココナッツ娘。のメンバーで女優の長手絢香との結婚を発表。
2010年、KBCオーガスタゴルフトーナメントで優勝し、ツアー通算9勝目を挙げた。
バラエティ番組で知り合った石橋貴明と仲が良く、石橋は谷原をゴルフの師匠と呼んでいる。
2011年、マネジメント契約先の所属事務所をフォロースルーからトライストーンスポーツへ移籍。その後、エイベックス・スポーツへ移籍。
2014年、プロギア（横浜ゴム）から本間ゴルフにクラブ契約を変更。ユーラシアカップに出場。
2017年には世界ゴルフ選手権の一戦であるデルテクノロジーズ・マッチプレーでベスト4進出を果たす。5月のBMW PGA選手権では3位タイに入った。
2018年は、欧州ツアーを主戦場にし、「ＫＬＭオープン」3位などトップ10に5試合入ってシードを守った。
2019年も、欧州ツアーを主戦場にしたが、「アンダルシアマスターズ」での8位タイが最高位で、トップ10入りはこの1回となり、2020年は日本ツアーを主戦場とすることを公表している。
2021年、三井住友VISA太平洋マスターズで優勝し、ツアー通算15勝目、日本復帰後初勝利を挙げた。また、ゴルフ日本シリーズJTカップでは自身2度目となるメジャー勝利を挙げた。
2022年、1月にジャパンゴルフツアー選手会の会長に就任。ゴルフ日本シリーズJTカップでは大会連覇のツアー通算17勝目を挙げた。また、LIVゴルフの招待を受け、5試合に出場した。

## 優勝歴

### 日本ツアー (18)
| 勝数         |
| メジャー (3) |
| ツアー (15)  |

| No. | 日時           | 大会                                      | 優勝スコア             | 打差       | 2位                                                              |
| --- | -------------- | ----------------------------------------- | ---------------------- | ---------- | ---------------------------------------------------------------- |
| 1   | 2003年6月22日  | マンダムルシードよみうりオープン          | -16 (65-71-64-=200)    | 3打差      | 佐藤信人                                                         |
| 2   | 2003年12月21日 | アジア・ジャパン沖縄オープン              | -9 (66-76-68-69=279)   | 3打差      | チャーリー・ウィー他6人。                                        |
| 3   | 2006年6月24日  | JCBクラシック仙台                         | -18 (67-69-63-67=266)  | 5打差      | 片山晋呉                                                         |
| 4   | 2006年8月6日   | サン・クロレラクラシック                  | -5 (70-74-67-72=283)   | 1打差      | 富田雅哉／ 宮本勝昌／ 藤田寛之／ プラヤド・マークセン／ 平塚哲二 |
| 5   | 2007年9月2日   | フジサンケイクラシック                    | -8 (67-71-67=205)      | 3打差      | プラヤド・マークセン                                             |
| 6   | 2007年9月9日   | サントリーオープン                        | -8 (65-71-66=202)      | 2打差      | 谷口徹                                                           |
| 7   | 2008年5月25日  | マンシングウェアオープンKSBカップ         | -18 (65-67-65-73=270)  | 3打差      | 桑原克典／ 片山晋呉／ 佐藤信人                                   |
| 8   | 2008年9月28日  | アジアパシフィック・パナソニックオープン  | -16 (66-68-64-66=264)  | 1打差      | 矢野東                                                           |
| 9   | 2010年8月29日  | VanaH杯KBCオーガスタゴルフトーナメント    | -22 (67-66-67-66=266)  | 1打差      | 立山光広                                                         |
| 10  | 2013年11月17日 | 三井住友VISA太平洋マスターズ              | -13 (66-69-67-73=275)  | 1打差      | 近藤共弘／ 石川遼／ 川村昌弘                                     |
| 11  | 2015年11月8日  | HEIWA・PGM CHAMPIONSHIP                   | -11（67-67-66-69=269） | 2打差      | 藤本佳則                                                         |
| 12  | 2016年7月3日   | 長嶋茂雄招待セガサミー杯                  | -14（70-65-67-72=274） | 2打差      | タンヤゴーン・クロンパ                                           |
| 13  | 2016年7月10日  | 日本プロゴルフ選手権 日清カップヌードル杯 | -22（68-70-65-63=266） | プレーオフ | 武藤俊憲                                                         |
| 14  | 2016年11月6日  | HEIWA・PGM CHAMPIONSHIP                   | -12（68-64-66-70=268） | プレーオフ | 池田勇太                                                         |
| 15  | 2021年11月14日 | 三井住友VISA太平洋マスターズ              | -6 (71-66-67-70=274)   | 1打差      | 金谷拓実                                                         |
| 16  | 2021年12月5日  | ゴルフ日本シリーズJTカップ                | -12（68-67-64-69=268） | 2打差      | 宮里優作                                                         |
| 17  | 2022年12月4日  | ゴルフ日本シリーズJTカップ                | -12（66-67-70-65=268） | 1打差      | 岩田寛                                                           |
| 18  | 2023年6月25日  | JAPAN PLAYERS CHAMPIONSHIP by サトウ食品  | -24 (67-65-66-66=264)  | プレーオフ | 長野泰雅                                                         |

プレーオフ記録 (3-2)
| No. | 年     | 大会                                      | 対戦相手              | 内容 |
| --- | ------ | ----------------------------------------- | --------------------- | --- |
| 1   | 2013年 | フジサンケイクラシック                    | 松山英樹／ S・J・パク | 2ホール目、松山2オン1パットのバーディー。谷原、パク2オン2パットのパー。松山の優勝。                               |
| 2   | 2014年 | ANAオープンゴルフトーナメント             | 宮本勝昌              | 1ホール目、谷原3オン、宮本2オン1パットのバーディ。宮本の優勝。                                                    |
| 3   | 2016年 | 日本プロゴルフ選手権 日清カップヌードル杯 | 武藤俊憲              | 1ホール目。谷原が2mのパーパットを沈め、武藤が2.5mのパーパットを外してボギー。谷原の優勝。                         |
| 4   | 2016年 | HEIWA・PGM CHAMPIONSHIP                   | 池田勇太              | 2ホール目。池田がティーショットをミスして2オンできず。2打目をグリーンに乗せ、バーディーパットを決めた谷原の優勝。 |
| 5   | 2023年 | JAPAN PLAYERS CHAMPIONSHIP by サトウ食品  | 長野泰雅              | 1ホール目。長野がティーショットをミスしてボギー。2打目をグリーンに乗せ、2オン2パットパーを決めた谷原の優勝。      |

- 出場プロ
- 谷原秀人 チャンピオンブレザー授与
- 谷原秀人 JTカップ授与
- 谷原秀人 大ペナント授与
- 谷原秀人 優勝挨拶

## 契約先
- クラブ - PRGR
- ウェア - Brifieng